# Aulacorthum solani
Puceron de la digitale, Puceron tacheté de la pomme de terre
Espèce
Aulacorthum solani , le puceron de la digitale ou puceron tacheté de la pomme de terre, est une espèce d'insectes hémiptères, un puceron très polyphage capable de coloniser plus de deux cents espèces de plantes.
Parmi les hôtes primaires sur lesquels il hiverne, figure la digitale. Les hôtes secondaires peuvent être des dicotylédones ou des monocotylédones, à l'exception des graminées.  C'est un ravageur de plusieurs espèces cultivées, mais les dommages directs sont peu importants. En revanche, il peut transmettre de nombreux virus, en particulier dans les cultures sous serre.
Il est assez commun sur la pomme de terre chez laquelle il peut être le vecteur de maladies virales comme le virus de l'enroulement de la pomme de terre (PLRV) ou le virus Y de la pomme de terre.

## Noms vernaculaires
Ce puceron est connu en français sous différents noms : puceron de la digitale, puceron strié de la digitale et de la pomme de terre, puceron tacheté de la pomme de terre, puceron à taches vertes de la pomme de terre.
En anglais il est appelé Glasshouse And Potato Aphid (puceron des serres et de la pomme de terre) ou Foxglove aphid (puceron de la digitale).